# Emmanuel Emenike
Emmanuel Chinenye Emenike (10. svibnja 1987.) bivši je nigerijski nogometaš koji je igrao na poziciji napadača.

## Klupska karijera

### Nigerija
Emenike je započeo nogometnu karijeru u klubu Delta Force. Dok je igrao za Deltu Force izjavio je da je na treninge išao pješke, čak i ako bi to moglo trajati sat i pol. Također je izjavio da nije dobivao plaću zato što klub u to vrijeme nije bio profesionalan već amaterski te se natjecao u nižim ligama. Tijekom svog vremena u Delti Force, tvorio je zlatni duo s Ryanom Tjahjonom.  Razdoblje kada su obojica igrali zajedno u ekipi je poznato kao zlatno doba Delta Force nakon što su pobijedili nekoliko momčadi poput El-Kanemi Warriorsa i Julis Berger. Prvu plaću je zaradio kada se preselio u južnoafrički klub Mpumalanga Black Aces.

### Južna Afrika
U siječnu 2008. Emenike je prešao u redove južnoafričkog kluba Mpumalananga Black Aces, a za klub je debitirao 17. veljače 2008. protiv Dynamos F.C. kada je zabio i svoj prvi gol za novu ekipu. Bio je član sastava Black Acesa koji je izgubio od Mamelodi Sundownsa u finalu Nedbank kupa.
U svibnju 2008. pridružio se drugoligašu Cape Townu.

### Turska

#### Karabükspor
2009. Emenike je potpisao jednogodišnji ugovor s turskim klubom Karabüksporom. Svoj debi za turski klub je ostvario u prvoj ligaškoj utakmici sezone 23. kolovoza 2009. protiv Samsunspora, a svoj prvi gol za klub je zabio 11. listopada protiv Kartala. Prvi hat-trick u turskoj je ostvario u visokoj pobjedi 6:1 nad ekipom Mersin Idmanyurdu, a drugi hat-trick je zabio 14. veljače 2010. u 4:2 pobjedi protiv Kayseri Erciyesspora. U svojoj prvoj sezoni za turski klub je zabio 16 golova u drugoj turskoj ligi čime je odveo ekipu do naslova i izravnog plasmana u prvu tursku ligu. Emenike je osvojio nagradu za najboljeg stranog igrača druge turske lige na kraju sezone 2009./10. a također je produžio svoj ugovor na još tri godine u vrijednosti od 300.000 eura.
Emenike je zabio u svom debiju u prvoj turskoj ligi, čime je doprinio Karabuksporovoj pobjedi od 2:1 nad ekipom Manisaspora. U studenom je postigao svoj prvi hat-trick u prvoj turskoj ligi u pobijedi od 3:0 nad ekipom Bucaspora. U svojoj prvoj sezoni u prvoj turskoj ligi zabio je ukupno 14 golova.

#### Fenerbahçe
25. svibnja 2011. Emenike se pridružio Fenerbahçeu za nepoznatu sumu, za koju se vjeruje da je oko 9 milijuna eura.

#### Skandal oko namještanja utakmice
7. srpnja 2011. Emenikea je uhitila policija uz sumnju da je namještao utakmice. Nakon što je ispitan od strane turske policije, Emenike je oslobođen od strane turskog suda zato što nije bilo dokaza da je uključen u namještanje utakmica, kako navodi turska press agencija. Nakon što je stavljen na listu igrača na prodaju, Fenerbahçe je izjavio kako je Emmanuel Emenike prodan ruskom klubu Spartak Moskvi. Pet mjeseci nakon namještanja utakmica, Emenike je optužen zajedno s trinaest igrača zbog navodnih pokušaja namještanja utakmica.

### Rusija

#### Spartak iz Moskve
U srpnju 2011. Emenike je prodan Spartaku Moskvi za 10 milijuna eura zbog skandala oko namještanja utakmica. Svoj debi je ostvario u prvoj utakmici sezone 14. kolovoza 2011. nakon što je ušao kao zamjena za Arija protiv Anžija. Emenike je također ostvario svoj debi u UEFA Europskoj ligi u kvalifikacijskoj utakmici protiv poljske ekipe Legie iz Varšave koja je završila neriješeno 2:2. Emenike je zabio svoj prvi gol za Spartak protiv CSKA Moskve. U listopadu iste godine Emenike je ostvario svoj prvi hat-trick u 3:0 pobjedi nad ekipom Lokomotiva, a u sljedećoj utakmici protiv Lokomotiva zabio je dva gola. Krajem sezone, Emenike je kažnjen s oko 17.000 dolara za uvredljivu gestu nakon što su ga navijači Dynamo Moskve rasistički vrijeđali tijekom utakmice između Spartaka i Dynama u kojoj je Emenike zabio. Vladimir Vasiljev, službenik etničkog povjerenjstva ruske lige je izjavio da je kazna primjerena. U utakmici sezone protiv Zenita, Emenike je zabio gol, a na kraju utakmice je zaradio i crveni karton nakon što se izrugivao klupi Zenita glumeći ubrizgavanje heroina u vene, prema izjavi suca koji je sudio navedenu utakmicu koju je Spartak dobio rezultatom 3:2. Nakon utakmice, Emenike je svoju proslavu objasnio kao zahvalu svojim roditeljima.
U sezoni 2011./12. Emenike je zabio 13 golova (sve u ligaškim utakmicama) i završio je kao drugi najbolji strijelac lige iza Artjoma Dzjubuje, koji je zabio jedan gol više od Emenikea. Na kraju sezone, Emenike je potpisao novi četverogodišnji ugovor i povećana mu je otkupna klauzula na 42 milijuna eura.
Sljedeće sezone, Emenike je zabio najbrži gol u povijesti ruske lige, samo 10 sekundi nakon početka utakmice u pobjedi od 2:1 nad Alanijom iz Vladikavkaza. U pretkolu Lige prvaka zabio je protiv svog bivšeg kluba Fenerbahçea u prvoj utakmici koju je Spartak osvojio 2:1. U drugom kolu grupne faze Lige prvaka, Emenike je zabio dva gola protiv Celtica koju je Spartak izgubio 3:2.

### West Ham United
Tadašnji trener West Ham Uniteda, Slaven Bilić, na posudbu je  do kraja sezone doveo Emenikea, potvrdio je sin predsjednika West Hama Jack Sullivan u siječnju 2016. godine.

### Povratak u Fenerbahçe
U trećem pretkolu Lige prvaka je Fenerbahçe u prvoj utakmici protiv Monaca slavio s 2:1, uz pomoć golovima Emenikea u srpnju 2016. godine.

### Olympiakos
U srpnju 2017. je Emenike prešao u grčki Olympiakos.

## Reprezentativna karijera
Emenike je pozvan na prijateljsku utakmicu nigerijske reprezentacije protiv Sierra Leonea.
Također je stavljen na popis igrača nigerijske reprezentacije za Afrički kup nacija 2013. 21. siječnja 2013. zabio je u prvoj utakmici afričkog kupa nacija protiv Burkine Faso koja je završila 1:1. 3. je veljače Emenike zabio slobodnjak s 30 metara protiv Obale Bjelokosti čime je postavio rezultat na 2:1 i tako donio pobjedu svojoj reprezentaciji.
Godine 2013. postao je dio treće nigerijske reprezentacije koja je uspjela osvojiti Afrički kup nacija, a to je ujedno i prva kontinentalni naslov Nigerije od 1994. Njegova četiri gola su se pokazali presudnim za napredak nigerijske reprezentacije kroz turnir, a također je imenovan u ekipi turnira. Primio je nagradu za najboljeg strijelca s četiri zabijena gola.

## Nagrade i priznanja

### Klupska
Karabükspor
- TFF First League: 2009./10.

### Reprezentativna
Nigerija
- Afrički kup nacija: 2013.

### Pojedinačna
- TFF First League Najbolji strani igrač: 2009./10.
- Afrički kup nacija Najbolji strijelac: 2013.

## Vanjske poveznice
- Emmanuel Emenike na National-Football-Teams.com
- Profil na transfermarktu
- Profil na ESPN-u  Arhivirana inačica izvorne stranice od 25. siječnja 2013. (Wayback Machine)